# Camblanas e Meinac
Camblanas e Meinac (en francès Camblanes-et-Meynac) és un municipi francès situat al departament de la Gironda i a la regió de la Nova Aquitània.

## Demografia
| 1962                                       | 1968  | 1975  | 1982  | 1990  | 1999  | 2007  |
| ------------------------------------------ | ----- | ----- | ----- | ----- | ----- | ----- |
| 1.285                                      | 1.505 | 1.742 | 2.030 | 1.932 | 2.089 | 2.561 |
| Des de 1962: població sense dobles comptes |       |       |       |       |       |       |

## Administració
| Període | Identitat  | Partit |
| ------- | ---------- | ------ |
| 2001-   | Guy Tripin | PS     |

## Agermanaments
- Nußdorf am Inn
- Vori